# JoJo Romero
Joseph Abel Romero (Camarillo, California, 9 de septiembre de 1996), más conocido como JoJo Romero, es un jugador profesional estadounidense y Mexicano de béisbol que se desempeña en la posición de lanzador en St. Louis Cardinals, equipo de las Grandes Ligas de Béisbol (MLB).

## Carrera
Fue seleccionado en la cuarta ronda en el Draft de la MLB de 2016. En 2020 hizo su debut profesional con el equipo Philadelphia Phillies, en el cual jugó tres temporadas (2020-2022), después pasó a St. Louis Cardinals, donde lleva jugando tres temporadas.